# Asterophila
Genre
Asterophila est un genre de mollusques gastéropodes de la famille Eulimidae. Les espèces rangées dans ce genre sont marines et parasitent des échinodermes ; l'espèce type est Asterophila japonica.

## Distribution
Certaines des espèces se rencontrent dans l'océan Atlantique et dans l'océan Pacifique, notamment au niveau de la fosse des Kermadec ; Asterophila perknasteri est présente en mer de Scotia, dans le cercle Antarctique.

## Biologie
A. perknasteri parasite les étoiles de mer du genre Perknaster ; A. rathbunasteri se trouve sur l'étoile de mer Rathbunaster californicus.

## Liste d'espèces
Selon World Register of Marine Species (25 août 2017) :
- Asterophila japonica Randall & Heath, 1912 espèce type
- Asterophila perknasteri Warén in Warén & Lewis, 1994
- Asterophila rathbunasteri Warén in Warén & Lewis, 1994

## Publication originale
- (en) Josephine Randall et Q3127609, « Asterophila, a new genus of parasitic gastropods », The Biological Bulletin, Woods Hole, Laboratoire de biologie marine et University of Chicago Press, vol. 22, no 2,‎ janvier 1912, p. 98-105 (ISSN 0006-3185 et 1939-8697, OCLC 1536426, DOI 10.2307/1536172).